# L'uomo con la scarpa rossa
L'uomo con la scarpa rossa (The Man with One Red Shoe) è un film del 1985 diretto da Stan Dragoti, remake della pellicola Alto, biondo e... con una scarpa nera (1972) di Yves Robert.
Nella trama, un violinista viene scambiato per un agente segreto e viene pedinato dalla CIA. Tom Hanks interpreta il protagonista, James Belushi e Carrie Fisher ricoprono i ruoli dei suoi amici e colleghi, mentre Lori Singer, Dabney Coleman, Charles Durning e Edward Herrmann sono gli agenti governativi.
Le musiche sono state curate da Thomas Newman.

## Trama
Uno scandalo su una missione in Marocco investe il direttore della CIA Ross, una manovra organizzata dal suo ambizioso vice Cooper deciso a sostituirlo. Conscio di essere sorvegliato da cimici, Ross spiega al sottoposto Brown di recarsi all'aeroporto e contattare un testimone che lo scagionerà da tutte le accuse. In realtà non esiste alcun testimone, è solo una trappola: sicuramente Cooper, in ascolto, cercherà di eliminare quel testimone, e verrà così smascherato. Nonostante le rimostranze di Brown, a Ross poco importa della sorte del presunto testimone.
Brown si reca così all'aeroporto, indicando a caso un uomo, Richard Drew (che in quel momento, per l'appunto, calzava una scarpa rossa e una nera), un violinista di ritorno da una tournée con la sua orchestra. Cooper inizia così a pedinare Drew, e lo scambia per uno scafato agente segreto. Nonostante la stretta sorveglianza, non riesce a scoprire nulla, e il vicedirettore gli invia allora l'affascinante agente Maddy, per sedurlo e fargli svuotare il sacco.
La donna però finisce con l'innamorarsi dello stesso Drew, e lo aiuta addirittura a sfuggire da Cooper e i suoi sgherri. Il vicedirettore arriva a decidere l'uccisione di Drew, ma viene smascherato dal consiglio direttivo e deposto, così come Ross: il nuovo direttore diventa Brown.

## Critica
Secondo Il Morandini le scene con Jim Belushi sono molto divertenti, ma la pellicola è inferiore all'originale.